# زمین‌لرزه ۱۹۹۶ چیمبته
زمین‌لرزه چیمبته  در تاریخ ۲۱ فوریه ۱۹۹۶ میلادی، برابر با ‎۲ اسفند ۱۳۷۴، ساعت ۱۲:۵۱:۰۱ به زمان یوتی‌سی در پرو ، منطقه چیمبته رخ داد. ژرفای این زلزله ۱۵ کیلومتر بود، و بزرگی آن ۷٫۵ در مقیاس Mw اعلام شده‌است. زمین‌لرزه به وقت محلی در روز چهارشنبه، ساعت ۷ روی داده و منطقه زمانی آن یوتی‌سی -۵ بوده‌است .
سازمان زمین‌شناسی آمریکا نیز رومرکز این زمین‌لرزه را در مختصات ۹°۳۵′۳۵″جنوبی ۷۹°۳۵′۱۳″غربی / ۹٫۵۹۳°جنوبی ۷۹٫۵۸۷°غربی و ژرفای آنرا در ۱۰ کیلومتر گزارش کرده‌است. بزرگی برگزیدهٔ این سازمان از میان بزرگیهای محاسبه‌شدهٔ مختلف ۷٫۵ در مقیاس Mw بوده و از دید اثر، در میان چهار دسته‌بندی «نامحسوس»، «محسوس»، «زیان‌آور» یا «با تلفات»، زلزله را «با تلفات» اعلام کرده‌است.۱۵۰ کلبه ساحلی و چند خانه در زمین‌لرزه خراب شده‌است.سونامی نیز در این زلزله گزارش شده‌است.
پروژهٔ «تنسور گشتاور مرکزوار» زاویه‌های (راستا، شیب، ریک) گسل سازندهٔ زمین‌لرزه و صفحه عمود بر آنرا (°۳۳۵، °۱۴، °۸۸) یا (°۱۵۷، °۷۶، °۹۱) و نوع گسل را «معکوس» فرارسانده‌است.
زمین‌لرزه هیچ کشته‌ای نداشته و شمار زخمیان ۲ نفر برآورده شده‌است.